# 3257 Ганзлік
3257 Ганзлік (3257 Hanzlík) — астероїд головного поясу, відкритий 15 квітня 1982 року.
Тіссеранів параметр щодо Юпітера — 3,603.